# Oránia–Nassaui-ház

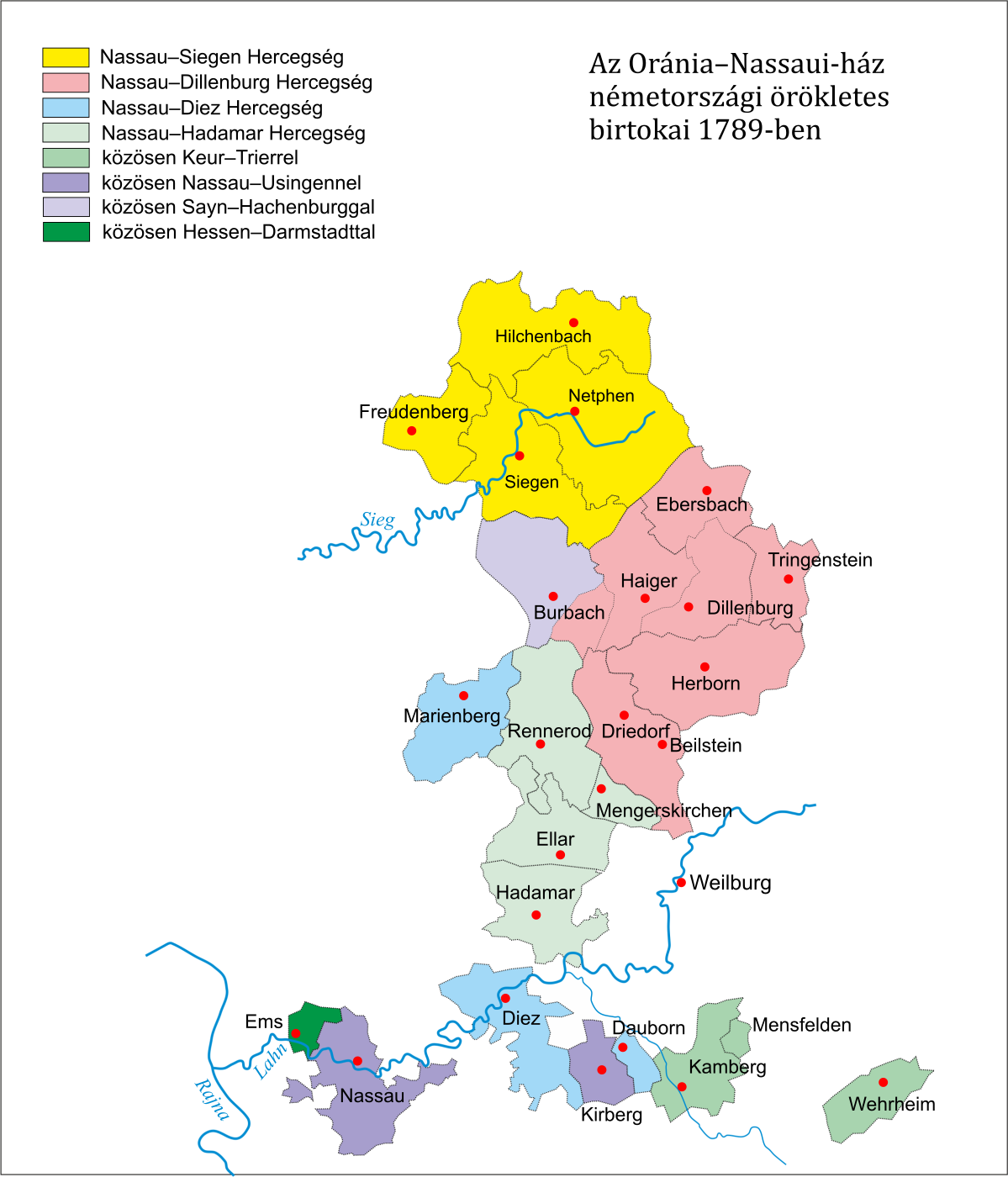
Az Oránia–Nassaui-hz németországi örökletes birtokai 1789-ben

Az Oránia–Nassaui-ház (holland nyelven: Huis van Oranje-Nassau), Hollandia uralkodóháza. A dinasztia tagjai helytartóként (stadhouder) központi szerepet játszottak a holland történelemben 1581 és 1795 között, de szélesebb európai körben is. 1815 óta ez a család adja a Holland Királyság uralkodóit.
A Nassaui-ház egyik leágazásaként ez a nemesi család jelentős szerepet játszott Hollandia és más európai államok történelmében, különösen azóta, hogy I. Vilmos orániai herceg megszervezte a spanyol uralom elleni németalföldi szabadságharcot (1568–1648), ami létrehozta a független holland államot. Leszármazottja, az uralkodóház nemzetközileg legjelentősebb alakja, III. Vilmos angol király vezette Hollandia és Európa ellenállását a XIV. Lajos francia király hódító politikájával szemben, és megszervezte a dicsőséges forradalmat Angliában, amely létrehozta a parlamenti uralmat. Hasonlóképpen, Vilma holland királynő is fontos szerepet játszott az antifasiszta ellenállásban a második világháború alatt.
A ház több tagja volt vezető politikus a németalföldi szabadságharc idején, majd helytartóként (hollandul: stadhouder) az holland Egyesült Tartományokban. Hollandia 1815-ben, hosszú köztársasági időszak lett királyság az Oránia–Nassau-ház uralkodói alatt.
A dinasztia a németországi III. Henrik nassaui gróf és a francia burgundiai Claudia orániai hercegnő 1515-ös házassága eredményeként jött létre. Fiuk, a chaloni René 1530-ban örökölte anyja testvérétől a független és szuverén Orániai Hercegséget. René 1544-ben bekövetkezett halála után unokatestvére, Nassau-Dillenburg Vilmos örökölte minden földjét. Ő lett I. Vilmos orániai herceg, az Oránia–Nassaui-ház tényleges megalapítója.

## Fordítás
- Ez a szócikk részben vagy egészben  a   House of Orange-Nassau című angol Wikipédia-szócikk ezen változatának fordításán alapul.  Az eredeti cikk szerkesztőit annak laptörténete sorolja fel. Ez a jelzés csupán a megfogalmazás eredetét és a szerzői jogokat jelzi, nem szolgál a cikkben szereplő információk forrásmegjelöléseként.